# Gmina Rossosz
Die Gmina Rossosz ist eine Landgemeinde im Powiat Bialski der Woiwodschaft Lublin in Polen. Ihr Sitz ist das gleichnamige Dorf.

## Gliederung
Zur Landgemeinde Rossosz gehören folgende acht Ortschaften mit einem Schulzenamt:
Bordziłówka
Kożanówka
Mokre I
Mokre II
Musiejówka
Romaszki
Rossosz I
Rossosz II